# 최주연
최주연(1993년 3월 27일)은 대한민국의 희극 배우이다.

## 출연작

### 방송
- 코미디빅리그 (tvN)
  - 《학교전설》